# 金卿花
金卿花（キム・ギョンファ、1986年3月28日 - ）は、北朝鮮のサッカー選手。ポジションはミッドフィールダーあるいはフォワード。4.25体育団に所属した。
2004年にサッカー北朝鮮代表に初選出された。2006年にロシアで開催されたU-20世界選手権に出場、全試合に先発出場し決勝で中国代表を5-0で下して北朝鮮に初優勝をもたらした。
2007年ワールドカップでも北朝鮮代表に選出され、チームのベスト8進出に貢献した。金はナイジェリア戦において決勝点を挙げた。